# ژنومیک تطبیقی

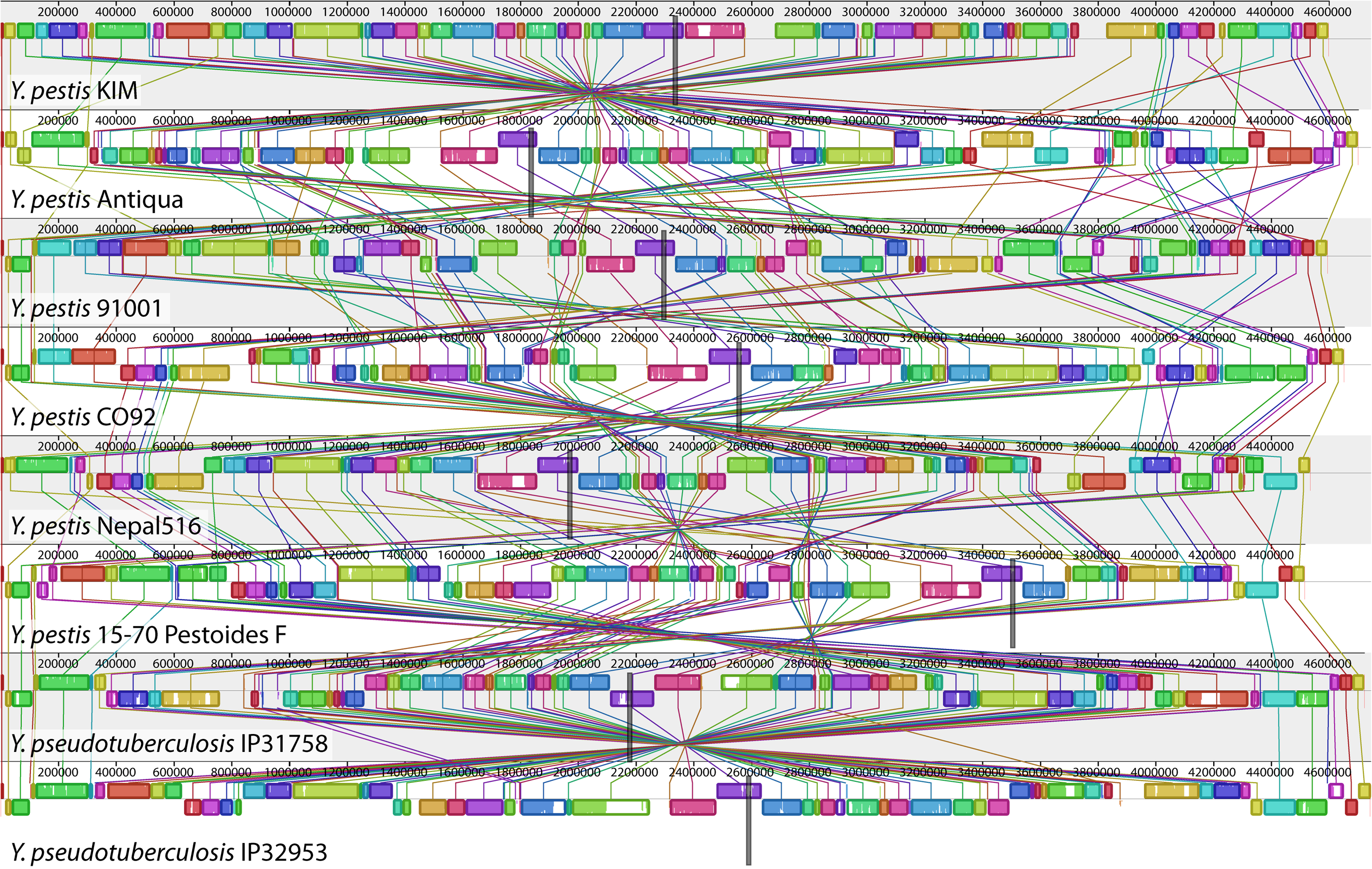
هم‌ترازی کل ژنوم یک روش متداول در ژنومیک تطبیقی است. این هم‌ترازی از ژنوم هشت باکتری يرسينيا نشان می دهد ۷۸ بلوک محلی هم‌خط در بین این هشت گونه ثابت مانده است. هر کروموزوم به شکل افقی قرار گرفته‌است و بلوک‌های هم‌ساخت در ژنوم‌های مختلف، توسط ناحیه‌هایی با رنگ یکسان نشان داده شده‌است که با خطوطی در بین ژنوم‌ها با یکدیگر متصل هستند. نواحی که نسبت به Y. pestis KIM برعکس شده‌اند کمی پایین‌تر از سایر نواحی مشخص شده‌اند.

ژنومیک تطبیقی یک رشته تحقیقات بیولوژیکی است که در آن ویژگی‌های ژنومیک موجودات زنده مختلف مقایسه می‌شوند. این ویژگی‌ها شامل دنباله DNA، ژن‌ها، ترتیب ژن‌ها، دنباله‌های کنترلی، و سایر ویژگی‌های ساختارهای ژنومیک می‌باشند. در این شاخه از ژنومیک، قطعات بزرگ یا تمام ژنوم‌های حاصل از پروژه ژنوم مقایسه می‌شوند تا بتوان شباهت‌ها و تفاوت‌های پایه‌ای بیولوژیکی و روابط تکاملی بین موجودات مختلف را مطالعه کرد. قاعده اصلی در ژنومیک تطبیقی این است که ویژگی‌های مشترک دو موجود زنده غالباً در DNA ذخیره می‌شود و DNA در تکامل بین آن‌ها ثابت مانده‌است. بنابراین در رویکرد ژنومیک تطبیقی ابتدا با ساخت نوعی هم‌ترازی از دنباله‌های ژنوم شروع کرده و سپس دنباله‌های آرتاساخت ( دنباله‌هایی که جد مشترکی دارند) را در ژنوم‌های هم ردیف شده پیدا کرده و بررسی می‌کنیم دنباله‌ها به چه میزان حفظ شده‌اند. بر این اساس، ژنوم و تکامل مولکولی استنباط می‌شوند و از این اطلاعات می‌توان در زمینه‌های مختلفی مانند تکامل فنوتیپی یا ژنتیک جمعیت استفاده کرد.
ژنومیک تطبیقی با یافتن ژنوم کامل دو موجود زنده ( ژنوم باکتری هموفیلوس و مایکوپلاسما ژنیتالیوم) در سال ۱۹۹۵ آغاز شد و هم‌اکنون یک بخش استاندارد در تحلیل هر دنباله ژنوم جدید می‌باشد. با رشد چشم‌گیر تعداد پروژه‌های ژنوم به دلیل پیشرفت در تکنولوژی‌های توالی‌یابی DNA، به خصوص روش‌های توالی‌یابی نسل جدید در اواخر دهه ۲۰۰۰، این رشته پیچیده‌تر شده و امکان مطالعه چندین ژنوم در یک بررسی فراهم شده‌است. ژنومیک تطبیقی میزان شباهت بالایی را بین موجودات مرتبط مانند انسان و شامپانزه آشکار ساخته است، در این روش، به‌طور شگفت‌انگیزی شباهت‌های زیادی بین موجودات نامرتبطی مانند انسان و مخمر ساکارومایسز سرویزیه یافت شده‌است. این روش نشان می‌دهد گوناگونی زیادی در ترکیب ژن‌های نسب‌های فرگشتی مختلف وجود دارد.

## اصول تکاملی
یکی از ویژگی‌های زیست‌شناسی تکامل است. نظریه تکامل نیز پایه و اساس نظری ژنومیک تطبیقی را شکل می‌دهد، و به‌طور همزمان، نتایج به دست‌آمده از ژنومیک تطبیقی به شکل غیرقابل پیش‌بینی‌ای نظریه تکامل را توسعه داده و غنی ساخته است. با مقایسه دو یا چند دنباله ژنوم، می‌توان روابط تکاملی بین دنباله‌ها را در یک درخت فیلوژنتیکی به دست آورد. بر اساس داده‌های بیولوژیکی ژنوم و مطالعات انجام شده بر روی فرایندهای تکاملی عمودی و افقی، می‌توان قسمت‌های اساسی ساختار ژن و نقش‌های کنترلی آن را فهمید. اما در یک ژنوم حدود ۱.۵ تا ۱۴.۵ درصد از ژن‌ها مرتبط با پدیده مهاجرت جانبی می‌باشند، این پدیده جابه‌جایی یک ژن بین دو جمعیت که در یک زمان می‌توانسته‌اند زندگی کنند می‌باشد. بنابراین تفاوت‌های بین دنباله‌ها با تکامل ارتباطی ندارند.

تشابه ژنوم‌های مرتبط اساس ژنومیک تطبیقی می‌باشد. اگر دو موجود یک جد مشترک داشته باشند، تفاوت‌های بین ژنوم دو موجود ناشی از تکامل ژنوم جد مشترک آن‌ها می‌باشد. هر چقدر ارتباط بین دو موجود بیشتر باشد، شباهت‌های بین ژنوم آن دو بیشتر می‌باشد. اگر ارتباط نزدیکی بین دو موجود باشد، ژنوم‌های آن‌ها یک رفتار خطی (synteny) نشان می‌دهند، یعنی همه یا بعضی از دنباله‌های ژنتیکی آن‌ها حفظ شده‌است. بنابراین از دنباله‌های ژنوم می‌توان برای تشخیص عملکرد ژن‌ها استفاده کرد، بری این کار کافیست تا تشابه ژن مورد بررسی را با ژنی که عملکرد آن شناخته شده‌است، تحلیل کرد.

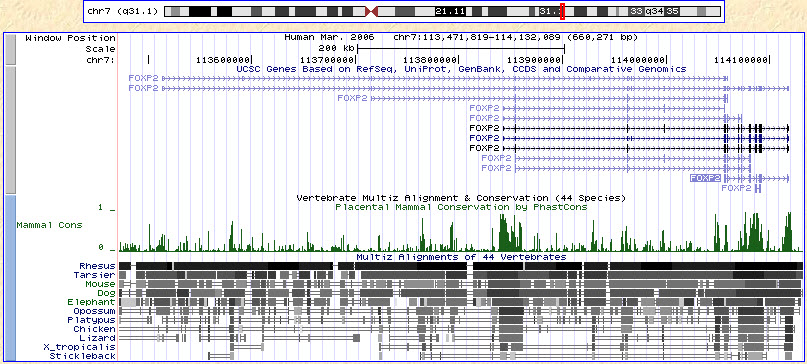
ژن FOXP2 در انسان و ثبات در تکامل به همراه هم‌ردیفی چندتایی (در پایین شکل) در این تصویر از مرورگر ژنوم UCSC نشان داده شده‌است. توجه کنید که قسمت‌های ثابت عموماً در کنار نواحی کد شونده (اگزون) وجود دارند.

ژنومیک تطبیقی از تفاوت‌ها و شباهت‌های موجود در پروتئین‌ها، RNA، و نواحی کنترلی موجودات مختلف استفاده می‌کند تا به نحوه رفتار انتخاب طبیعی روی موجودات پی‌ببرد. عناصری که بین گونه‌های مختلف مشابه می‌باشند، در طول زمان باید حفظ بشوند (انتخاب ثباتی)، اما عناصری که در گونه‌های مختلف تفاوت دارند باید واگرا باشند (انتخاب هدایتی)، در نهایت عناصری که در موفقیت فرایند تکامل نقشی ندارند حفاظت‌نشده می‌باشند (انتخاب خنثی است).
یکی از اهداف مهم این رشته، تشخیص مکانیزم‌های تکامل ژنوم یوکاریوت‌ها می‌باشد. این کار عموماً دشوار است زیرا رویدادهای متعددی در طول زمان روی یک زنجیره تکاملی رخ داده است که تنها اثرات ناواضح و کمی روی ژنوم موجودات زنده باقی گذاشته‌اند. به همین دلیل مطالعهٔ موجودات مدل کوچک (برای مثال مدل کرم الگانس و Caenorhabditis briggsae که به یکدیگر نزدیک هستند) اهمیت بالایی در پیشرفت درک ما از مکانیزم‌های کلی تکامل دارند.

## ابزار
ابزارهای محاسباتی برای تحلیل دنباله‌ها و ژنوم‌های کامل به سرعت توسعه پیدا می‌کنند زیرا حجم زیادی از اطلاعات ژنومیک در دسترس می‌باشد. ابزارهای تحلیل تطبیقی نیز در حال پیشرفت و بهبود می‌باشند. در چالش‌های موجود در این تحلیل‌ها بسیار مهم است تا بتوان نتایج مقایسه را تصویرسازی کرد.
تصویرسازی حفظ شدن دنباله‌ها امری دشوار در تحلیل تطبیقی دنباله‌ها است. مرورگرهای ژنوم مبتنی بر اینترنت ابزارهای مفیدی برای بررسی دنباله‌های ژنومیک ارائه می‌دهند، این کار به کمک تجمیع تمام اطلاعات بیولوژیکی نواحی ژنومیک دنباله‌ها انجام می‌شود. هنگام استخراج حجم زیادی از داده‌های بیولوژیکی مرتبط، این ابزارها برای استفاده بسیار آسان و سریع هستند.
- مرورگر UCSC: این سایت حاوی دنباله مرجع و بازسازی شده مجموعهٔ عظیمی از ژنوم‌ها می‌باشد.[۱۳]
- Ensembl: پروژه Ensembl پایگاه داده‌ای برای ژنوم مهره‌دارن و سایر گونه‌های یوکاریوت می‌باشد و این اطلاعات را به صورت رایگان در دسترس قرار می‌دهد.[۱۴]
- MapView: این ابزار نگاشت‌های متنوعی از ژن‌ها و اطلاعات توالی‌یابی در اختیار قرار می‌دهد.[۱۵]
- VISTA: مجموعه‌ای جامع از برنامه‌ها و پایگاه‌های داده برای تحلیل‌های تطبیقی دنباله‌های ژنومیک در اختیار قرار می‌دهد. این ابزار در برای تصویرسازی نتایج تحلیل‌های تطبیقی مبتنی بر هم‌ردیفی DNA ساخته شده بود. ارائهٔ داده‌های تطبیقی که توسط VISTA تولید شده‌است، چه برای داده‌های کوچک و چه داده‌های حجیم مناسب است.[۱۶]

یکی از فواید استفاده از این ابزارها، به روزرسانی و توسعه مداوم آن‌ها می‌باشد. تنظیمات جدید بسیاری در ان‌ها وجود دارد و می‌توان از محتوا به صورت آنلاین استفاده کرد تا بازدهی را افزایش داد.

## کاربردها

### کشاورزی
کشاورزی رشته‌ای است که از ژنومیک تطبیقی سود می‌برد. پیدا کردن جایگاه کروموزومی ژن‌های سودمند، از مراحل کلیدی پرورش محصولاتی است که بهینه‌سازی شده‌اند تا هزینه کمتر، کیفیت بیشتر، بازده بیشتر و مقاومت بیشتری نسبت به سوانح داشته باشند. برای مثال یک مطالعات انجام شده روی ژنوم کامل ۵۱۷ نوع برنج، ۸۰ جایگاه کروموزومی را مشخص کرد که در دسته‌بندی‌های مختلفی از نظر کارایی کشاورزی قرار می‌گرفتند مانند وزن دان، محتوای آمیلوز و تحمل خشکسالی. بسیاری از این جایگاه‌ها قبلاً شناسایی نشده بودند. علاوه بر قدرتمند بودن این روش، سرعت آن بالا است. روش‌های قدیمی پیدا کردن جایگاه کروموزمی برای کارایی کشاورزی نیاز به پرورش دقیق و با نظارت چندین نسل محصول داشتند، یک فرایند زمان‌گیر که در مطالعات ژنومیک تطبیقی به آن نیازی نیست.

### پزشکی
رشته پزشکی نیز از ژنومیک تطبیقی سود می‌برد. به‌طور خاص، واکسن‌شناسی پیشرفت شایانی را در تکنولوژی به خاطر رویکرد ژنومیک در مسئله‌ها داشته‌است. در رویکردی به نام واکسن‌شناسی معکوس، محققان می‌توانند از طریق تحلیل ژنوم‌های یک پاتوژن یا یک خانواده از پاتوژن‌ها، آنتی‌ژن‌های کاندیدی برای تولید واکسن به دست آورند. تحلیل ژنوم‌های چندین پاتوژن مرتبط، با رویکرد ژنومیک تطبیقی می‌تواند منجر به تولید واکسن‌هایی با قابلیت محافظت در برابر چند بیماری بشود. گروهی از محققان از چنین روشی استفاده کردند تا یک واکسن عمومی برای استرپتوکوک‌های گروه B تولید کنند، این گروه از باکتری‌ها منجر به چندین نوع عفونت در نوزادان می‌شوند. از ژنومیک تطبیقی می‌توان برای ساختن واکسن ضد پاتوژن‌های خاصی استفاده شود که به میکروارگانسیم‌های هم‌غذا ارتباط نزدیکی دارند. برای مثال، محققان از ژنومیک تطبیقی استفاده کردند و با تحلیل نژادهای هم‌غذا و پاتوژنیک ای کلی توانستند ژن‌هایی مخصوص به پاتوژن‌ها شناسایی کنند. از این پاتوژن‌ها به عنوان پایه‌ای برای یافتن آنتی‌ژن‌هایی که واکنش ایمنی در برابر نژادهای پاتوژنیک نشان می‌دهد اما در برابر نژادهای هم‌غذا واکنشی ندارد.

### تحقیقات
ژنومیک مقایسه‌ای راه‌های جدیدی در سایر حوزه‌های علمی به وجود آورده است. با دسترسی بیشتر به تکنولوژی‌های توالی‌یابی DNA، تعداد ژنوم‌های توالی‌یابی شده رشد کرده‌است. با افزایش داده‌های ژنوم قابل دسترسی، پتانسیل استنتاج بر اساس ژنومیک مقایسه‌ای افزایش پیدا کرده‌است. یکی از موارد قابل توجه در این زمینه، تحقیق جدیدی در مورد پستانداران می‌باشد. روش‌های ژنومیک تطبیقی باعث شدند تا محققان بتوانند اطلاعاتی در مورد تفاوت‌های ژنتیکی، تفاوت در بیان ژن، و دینامیک تکاملی در پستانداران پیدا کنند که توسط داده‌ها و روش‌های گذشته غیرقابل تشخیص بوده‌است. پروژه ژنوم کپی‌های بزرگ از روش‌های ژنومیک تطبیقی برای یافتن تفاوت‌های ژنتیکی بین شش گونه از کپی بزرگ استفاده کرد. در این پروژه با این که جمعیت این گونه‌ها در حال کاهش است، میزان معمولی از تفاوت در میان ژن‌ها پیدا شد. یک مطالعه دیگر نشان می‌دهد که الگوهای متیلاسیون DNA، که مکانیزم‌های کنترلی شناخته‌شده‌ای برای بیان ژن می‌باشند، در کورتکس پیشانی انسان و شامپانزه تفاوت دارد، و این تفاوت را دلیلی بر واگرایی این دو گونه در تکامل دانستند.

## بیشتر بخوانید
- Bergman NH, ed. (2007). Comparative Genomics: Volumes 1 and 2. Totowa (NJ): Humana Press. ISBN 978-193411-537-4. PMID 21250292.
- "Sequencing and comparison of yeast species to identify genes and regulatory elements". Nature. 423 (6937): 241–254. 2003-05-15. Bibcode:2003Natur.423..241K. doi:10.1038/nature01644. PMID 12748633.
- "Finding functional features in Saccharomyces genomes by phylogenetic footprinting". Science. 301 (5629): 71–76. 2003-07-04. Bibcode:2003Sci...301...71C. doi:10.1126/science.1084337. PMID 12775844.
- Boffeli D, McAuliffe J, Ovcharenko D, Lewis KD, Ovcharenko I, Pachter L, Rubin EM (2003). "Phylogenetic shadowing of primate sequences to find functional regions of the human genome". Science. 299 (5611): 1391–1394. doi:10.1126/science.1081331. PMID 12610304.{{cite journal}}:  نگهداری یادکرد:نام‌های متعدد:فهرست نویسندگان (link)
- Dujon B;  et al. (2004-07-01). "Genome evolution in yeasts". Nature. 430 (6995): 35–44. Bibcode:2004Natur.430...35D. doi:10.1038/nature02579. PMID 15229592.
- T.R. Gregory, ed. (2005). "Comparative genomics in eukaryotes". The Evolution of the Genome. San Diego: Elsevier. pp. 521–583.
- T.R. Gregory, ed. (2005). "Comparative genomics in prokaryotes". The Evolution of the Genome. San Diego: Elsevier. pp. 585–675.
- Xie X; Lu J. Kulbokas EJ; Golub T; Mootha V; Lindblad-Toh K; Lander E; Kellis M (2005). "Systematic discovery of regulatory motifs in human promoters and 3' UTRs by comparison of several mammals". Nature. 434 (7031): 338–345. Bibcode:2005Natur.434..338X. doi:10.1038/nature03441. PMC 2923337. PMID 15735639.
- "Genome update: purine strand bias in 280 bacterial chromosomes". Microbiology. 152 (3): 579–583. 2006. doi:10.1099/mic.0.28637-0.
- "Systematic discovery of regulatory motifs in Fusarium graminearum by comparing four Fusarium genomes". BMC Genomics. 11: 208. 2010. doi:10.1186/1471-2164-11-208. PMC 2853525. PMID 20346147. [./Open_access ]
- Serafim Batzoglou, Lior Pachter, Jill Mesirov, Bonnie Berger and Eric Lander (2000). "Human and mouse gene structure: comparative analysis and application to exon prediction". Genome Research. 10: 950–958. doi:10.1101/gr.10.7.950.{{cite journal}}:  نگهداری یادکرد:نام‌های متعدد:فهرست نویسندگان (link) [./Open_access ]